# Marathon van Enschede 1997
De marathon van Enschede 1997 werd gelopen op zondag 8 juni 1997. Het was de 29e editie van deze marathon.
De Rus Dmitriy Kapitonov zegevierde bij de mannen in 2:12.09. Bij de vrouwen ging de overwinning naar de Nederlandse Carla Beurskens, die de wedstrijd in 2:37.20 voltooide.
Tijdens dit evenement werd eveneens het Nederlands kampioenschap halve marathon gehouden. De nationale titels werden hierbij gewonnen door Marco Gielen en Irma Heeren. De finishtijd van Heeren was opmerkelijk, omdat dit de tweede tijd was die ooit is gelopen.

## Uitslagen

### Mannen
| rang   | naam                | land | tijd    |
| ------ | ------------------- | ---- | ------- |
| Goud   | Dmitriy Kapitonov   | RUS  | 2:12.09 |
| Zilver | John Maundu         | KEN  | 2:14.02 |
| Brons  | Turbo Tumo          | ETH  | 2:16.01 |
| 4      | Viktor Goural       | UKR  | 2:16.03 |
| 5      | Piotr Poblocki      | POL  | 2:16.11 |
| 6      | Sergey Sokov        | BLR  | 2:16.14 |
| 7      | Josphat Chemjor     | KEN  | 2:16.46 |
| 8      | Julius Korir        | KEN  | 2:17.20 |
| 9      | Marti ten Kate      | NED  | 2:18.06 |
| 10     | Tekeye Gebrselassie | ETH  | 2:19.56 |
| 11     | Johannes Maremane   | RSA  | 2:21.10 |
| 12     | Marnix Goegebeur    | BEL  | 2:21.12 |
| 13     | Samuel Okemwa       | KEN  | 2:22.28 |
| 14     | Aleksandr Burtsev   | BLR  | 2:23.10 |
| 15     | Joseph Skosana      | RSA  | 2:24.10 |
| 17     | Ikaji Salum         | TAN  | 2:30.34 |
| 18     | Nicodemus Ongeri    | KEN  | 2:30.59 |

### Vrouwen
| rang   | naam              | land | tijd    |
| ------ | ----------------- | ---- | ------- |
| Goud   | Carla Beurskens   | NED  | 2:37.20 |
| Zilver | Ljoedmila Petrova | RUS  | 2:42.05 |
| Brons  | Barbara Kamp      | NED  | 2:56.32 |

### halve marathon
Mannen
| rang   | naam              | land | tijd    |
| ------ | ----------------- | ---- | ------- |
| Goud   | Marco Gielen      | NED  | 1:04.10 |
| Zilver | John Vermeule     | NED  | 1:05.21 |
| Brons  | Robert Smits      | NED  | 1:05.39 |
| 4      | Gerrit Kramer     | NED  | 1:06.40 |
| 5      | Aart Stigter      | NED  | 1:07.02 |
| 6      | Ronald Schut      | NED  | 1:07.09 |
| 7      | Dick van de Broek | NED  | 1:07.21 |
| 8      | Peter Visser      | NED  | 1:08.13 |

Vrouwen
| rang   | naam              | land | tijd    | NK     |
| ------ | ----------------- | ---- | ------- | ------ |
| Goud   | Irma Heeren       | NED  | 1:10.30 | Goud   |
| Zilver | Maria Polizou     | GRE  | 1:05.07 |        |
| Brons  | Anne van Schuppen | NED  | 1:15.08 | Zilver |
| 4      | Kristijna Loonen  | NED  | 1:15.14 | Brons  |
| 5      | Mieke Hombergen   | NED  | 1:15.34 | 4e     |
| 6      | Erica Souverein   | NED  | 1:15.49 | 5e     |
| 7      | Jolanda Homminga  | NED  | 1:17.36 | 6e     |

1947 ·
1949 ·
1951 ·
1953 ·
1955 ·
1957 ·
1959 ·
1961 ·
1963 ·
1965 ·
1967 ·
1969 ·
1971 ·
1973 ·
1975 ·
1977 ·
1979 ·
1981 ·
1983 ·
1985 ·
1987 ·
1989 ·
1991 ·
1992 ·
1993 ·
1994 ·
1995 ·
1996 ·
1997 ·
1998 ·
1999 ·
2000 ·
2001 ·
2002 ·
2003 ·
2004 ·
2005 ·
2006 ·
2007 ·
2008 ·
2009 ·
2010 ·
2011 ·
2012 ·
2013 ·
2014 ·
2015 ·
2016 ·
2017 ·
2018 ·
2019 ·
2020 · 2021 ·
2022 ·
2023 ·
2024 ·
2025
1992 · 
1993 · 
1994 · 
1995 · 
1996 · 
1997 ·
1998 ·
1999 · 
2000 · 
2001 · 
2002 · 
2003 · 
2004 · 
2005 · 
2006 · 
2007 · 
2008 · 
2009 · 
2010 · 
2011 · 
2012 · 
2013 · 
2014 · 
2015 · 
2016 ·
2017 ·
2018 ·
2019 ·
2022 ·
2023